# Merrill Lynch
Merrill Lynch ([ˈmerɪl lɪntʃ]), «Ме́ррилл Линч» — крупный американский инвестиционный банк (финансовый конгломерат) со штаб-квартирой в Нью-Йорке, в 2008 году был приобретен, а с 2013 года полностью интегрирован в структуру Bank of America.

## История
В 1914 году Чарльз Меррилл (англ. Charles E. Merrill) основал инвестиционную компанию, когда в следующем году он убедил Эдмунда Линча (англ. Edmund C. Lynch) присоединиться к нему, компания получила название Merrill, Lynch & Company. Ей удалось быстро завоевать хорошую репутацию, занимаясь, в основном, первичным размещением акций новопоявившихся торговых сетей; сам Меррилл также основал сеть магазинов Safeway Stores. В 1930 году Меррилл и Линч решили отказаться от работы с мелкими клиентами, продав розничное подразделение брокерской фирме E.A. Pierce & Company, а сами сконцентрировались на инвестиционном банкинге. Финансовые трудности, появившиеся у E.A. Pierce & Company за годы Великой депрессии, вынудили её к объединению с компанией Меррилла и Линча. В 1940 году объединённая компания начала работу под названием Merrill Lynch, E.A. Pierce & Cassatt. В 1941 году была присоединена ещё одна компания, Fenner & Beane, название изменилось на Merrill Lynch, Pierce, Fenner & Beane. Инвестиционная компания Merrill Lynch, в отличие от конкурентов,  ориентировалась на самый широкой круг клиентов, ведя активную рекламную кампанию и распространяя учебные пособия по работе с акциями и облигациями. В 1956 году умер Чарльз Меррилл (Линч умер ещё в 1938 году). В 1958 году фирму покинул Альвеус Бин, его место занял Уинтроп Смит (англ. Winthrop H. Smith), соответственно название компании стало Merrill Lynch, Pierce, Fenner & Smith.
В 1964 году Merrill Lynch купила компанию C.J. Devine, ведущего игрока на рынке государственных ценных бумаг. Также в 1960-х годах компания расширила свою деятельность в области операций с недвижимостью, управления активами и финансовых консультаций, было открыто 20 зарубежных отделений (в основном в Европе). В 1964 году Merrill Lynch стала первой американской инвестиционной фирмой, открывшей офис в Японии. В том же году фирма стала основным андеррайтером размещения акций компании Comsat (на $100 млн), построившей первый коммерческий спутник связи. К концу 1960-х Merrill Lynch ежегодно размещала акций на $2 млрд. В 1970 году компания купила пятую крупнейшую брокерскую контору Нью-Йоркской фондовой биржи, Goodbody & Company.
В 1971 году акции уже самой компании Merrill Lynch были размещены на Нью-Йоркской фондовой бирже, в 1973 году была образована холдинговая компания Merrill Lynch & Co., Inc., а Merrill Lynch, Pierce, Fenner & Smith стали её дочерними обществами. В 1972 году в Лондоне был учреждён международный банк Merrill Lynch, в 1974 году появилось и страховое подразделение на основе купленной компании Family Life Insurance Company (Сиэтл, штат Вашингтон). В 1977 году была запущена программа Cash Management Account (Счёт управления наличностью, CMA), объединяющая возможности кредитных карт Visa со счётом для биржевых операций. К концу 1980-х половина из $300 млрд на клиентских счетах были в программе CMA, другие крупные инвестиционные компании переняли такую практику. В 1980 году оборот компании составил $3 млрд, чистая прибыль $218 млн. В следующем году Дональд Риган, возглавлявший Merrill Lynch с 1968 года, покинул компанию, став министром финансов при президенте Рональде Рейгане.
После непродолжительного правления Роджера Бёрка компанию возглавил Уильям Шрейер. Основной задачей он поставил увеличение прибыльности. Для снижения расходов было уволено 2500 сотрудников, в то же время был потрачен миллиард долларов на переезд штаб-квартиры во Всемирный финансовый центр. В 1985 году Merrill Lynch стала одной из шести компаний, получивших право работать на Токийской фондовой бирже. Начав в следующем году работу на Лондонской фондовой бирже, Merrill Lynch могла предлагать услуги торговли на бирже круглосуточно. В 1986 году было продано низкоприбыльное брокерское подразделение недвижимости, прибыль достигла рекордных для компании $453 млн. Также этот год был отмечен арестом одного из брокеров Merrill Lynch, Лесли Робертса, по обвинению в мошенничестве — только с одного из счетов клиентов он позаимствовал $10 млн. В апреле 1987 года компания вошла в историю Уолл-стрит, потеряв за один день неудачных спекуляций $377 млн, однако уже в следующем году обновила свой рекорд по чистой прибыли и стала крупнейшим андеррайтером США, а также мировым лидером в торговле долговыми обязательствами. В то же время компания сильно отставала от конкурентов по рентабельности собственного капитала (отношению чистой прибыли к акционерному капиталу). Для решения этой проблемы Шрейер провёл в 1988-1991 годах реорганизацию компании: она была разделена на 18 подразделений, нерентабельные дочерние компании были проданы, число сотрудников было сокращено с 48 тысяч до 37 тысяч. К 1993 году, когда Шрейер вышел на пенсию, оборот компании достиг $16,59 млрд, активы под управлением — $161 млрд, прибыльность капитала за четыре года возросла с 5,8 % до 27,3 %.
В 1994 году Merrill Lynch возглавил Дэниел Талли, компания заняла лидирующее место на рынке евробондов, а также стала первой американской инвестиционной фирмой, открывшей офис в Китае. Однако этот год был омрачён банкротством калифорнийского округа Ориндж. Округ обвинил Merrill Lynch в недоброкачественных финансовых советах, приведших к банкротству, и подал в суд иск на $2 млрд. Компания заявила, что никогда не была официальным финансовым консультантом властей округа, тем не менее, в 1998 году ей пришлось заплатить штраф в размере $400 млн. В середине 1995 года была куплена крупнейшая независимая английская инвестиционная фирма Smith New Court PLC, что вывело Merrill Lynch в мировые лидеры по размещению акций, а также значительно расширило географию её деятельности. В 1997 году, уже под управлением Дэвида Комански, была куплена ещё одна британская фирма, Mercury Asset Management (занималась управлением активами). В этом году активы клиентов компании пересекли отметку в триллион долларов.
В 1998 году Merrill Lynch увеличила своё присутствие в Азии, купив японскую фирму Yamaichi Securities, теперь у компании стало 200 офисов вне территории США. Также в этом году была куплена канадская брокерская фирма Midland Walwyn Inc. за $850 млн, однако этот год был отмечен спадом прибыли из-за финансовых кризисов в Азии и России. Merrill Lynch позже своих основных конкурентов занялась торгами онлайн, лишь в декабре 1999 года был запущен ресурс Merrill Lynch Direct, который позволял клиентам покупать и продавать акции и облигации без участия брокеров. В 2000 году компания установили свой новый рекорд по размеру выручки — $3,8 млрд.
С 2000 года компания начала осваивать коммерческий банкинг, в частности вышла на быстрорастущий рынок ипотечного кредитования и обеспеченных долговых обязательств. Когда в 2006 году быстрый рост сменился стремительным падением, у Merrill Lynch начались проблемы; уже в ноябре 2007 года ей пришлось списать $8,4 млрд из-за начала ипотечного кризиса в США. Посты главного исполнительного директора и председателя правления занял Джон Тейн (англ. John Thain), он провёл обновление совета директоров, для покрытия убытков было продано подразделение коммерческого банкинга, также часть акций компании (на сумму в $6 млрд) было продано сингапурскому инвестиционному фонду Temasek Holdings. Однако убытки продолжали расти, за второе полугодие 2007 года и первое полугодие 2008 году чистый убыток компании составил $19,2 млрд. В сентябре 2008 года начались переговоры о покупке компании Merrill Lynch финансовым конгломератом Bank of America. В декабре, когда стало известно, что убытки Merrill Lynch намного больше, чем ожидалось ($21 млрд в четвёртом квартале), Bank of America попытался отказаться от сделки, однако по настоянию казначейства и Федерального Резерва США поглощение было завершено 1 января 2009 года. Temasek Holdings, до этого крупнейший держатель акций Merrill Lynch, стал крупнейшим акционером Bank of America (около 3 % акций), однако вскоре продал эти акции с убытком для себя. До 2013 года Merrill Lynch являлась дочерней компанией Bank of America, потом составляющие компанию подразделения были объединены с подразделениями того же направления Bank of America Corporation.

### Руководство
- Чарльз Меррилл — основатель компании Merrill Lynch. Открыл биржевую торговлю простым американцам.
- Эдмунд Линч — присоединился к компании в 1914 году, в 1915 компания стала называться Merrill, Lynch and Company.
- Дон Риган — руководил Merrill Lynch с 1971 по 1980 год. В 1971 году банк стал второй публичной компанией из Уолл-стрит.
- Роджер Берк — 1982—1986.
- Билл Шрейер — при нём Merrill Lynch успешно преодолела кризис 1987 года.
- Дэн Талли — сформулировал «пять принципов Merrill Lynch».
- Дэвид Комански — возглавил компанию в 2006 году.
- Стэн О’Нил — стал генеральным директором в 2002 году. Ушел в отставку в 2007 году, с «золотым парашютом». Компания на момент его ухода испытывала большие трудности.
- Джон Тейн — возглавил Merrill Lynch в ноябре 2007 года[6].

## Деятельность
В составе Bank of America компания Merrill Lynch была разделена на части. Инвестиционное подразделение было объединено с соответствующим подразделением Bank of America в Bank of America Merrill Lynch. Merrill Lynch Life Agency Inc. предоставляет страховые услуги в составе Bank of America. Подразделение управления активами было выделено в дочернее общество Merrill Lynch Wealth Management, которое, в свою очередь, состоит из компании Merrill Lynch, Pierce, Fenner & Smith Inc. и её дочерних обществ.
| Год                 | 2003   | 2004  | 2005   | 2006   | 2007   | 2008    | 2009   | 2010   | 2011   | 2012   |
| ------------------- | ------ | ----- | ------ | ------ | ------ | ------- | ------ | ------ | ------ | ------ |
| Оборот              | 19,548 | 21,5  | 25,277 | 33,781 | 11,25  | -12,764 | 29,519 | 27,951 | 24,397 | 20,217 |
| Чистая прибыль      | 3,797  | 4,395 | 5,046  | 7,311  | -8,047 | -27,765 | 7,34   | 3,88   | -1,647 | 0,29   |
| Активы              | 480,2  | 628,1 | 681    | 841,3  | 1020   | 667,5   | 656,9  | 621,5  | 565,5  | 602,9  |
| Собственный капитал | 28,884 | 31,37 | 35,6   | 39,038 | 31,932 | 20,003  | 46,657 | 50,146 | 59,04  | 64,4   |

## Скандалы
- В 2013 году 21-летний стажер лондонского офиса Bank of America Merrill Lynch умер от эпилептического припадка, который, по мнению следствия, мог быть спровоцирован переработками. Этот случай привлёк внимание к условиям труда в финкомпаниях[12].